# Рідкісні та зникаючі рослини і тварини України (довідник)
Рідкісні та зникаючі рослини і тварини України (рос. Редкие и исчезающие растения и животные Украины) — довідник, який являє собою перше узагальнення і найповніше видання, вміщуюче інформацію про рідкісні і зникаючі рослини і тварини України на станом на початок 1980-х років.
У книзі висвітлюються тогочасні погляди на стан і перспективи існування таких феноменів природи, як рідкісні, ендемічні і реліктові рослини і тварини, які сьогодні перебувають у найбільшій небезпеці. Дані біологічні характеристики, відомості про поширення та охорону 231 рідкісний і зникаючий вид рослин і 131 вид тварин України.
У довіднику містяться відомості про всіх рідкісні та зникаючі видах флори і фауни України, включених і рекомендованих до Червоної книги УРСР. Таким чином його можна розглядати як розгорнутий науково-популярний коментар до офіційної Червоної книги УРСР, доступний для широкого читача.
Опису видів передує коротка історична довідка про охорону рослин і тварин, і виклад поглядів на шляхи і форми охорони, визначення понять і термінів.
Видові нариси розташовані за систематичним принципом (нижчий ранг — родина), а всередині родин — за абеткою видових назв. Поряд з російськими наведені українська та наукова латинська назва виду. Матеріал кожного нарису викладено за єдиною схемою: короткий опис, статус, поширення, проживання чисельність у природі, причини її зміни, особливості біології та розмноження, прийняті і необхідні заходи охорони, джерела інформації.
У порівнянні з Червоною книгою УРСР (1980) дане видання містить уточнений статус видів, причому вперше зроблена спроба врахувати всі знахідки цих тварин і рослин на території УРСР, і кадастр — детальний список місць знахідок з посиланням на джерело інформації.
Більшість нарисів забезпечено ілюстрацією виду і картою, на якій вказані місця його проживання (поширення) в Україні. Різними знаками позначені пункти, в яких вид зустрічався до 1940 р., до 1960 р., до 1980 р. При складанні карт широко використані неопубліковані матеріали, що зберігаються в Зоологічному та Ботанічному музеях АН УРСР і в музеях Київського університету, Львівського природознавчого музею, Ужгородського університету, Кримського заповідно-мисливського господарства та Зоологічного інституту АН СРСР.
Довідник об'ємом 256 сторінок. Вперше надрукований в 1988 році за постановою вченої ради Інституту зоології імені І. І. Шмальгаузена Академії наук Української РСР и рішенням редакційної колегії довідникової літератури АН України. Тираж 40 000 примірників.
Мова видання — російська.
Автори:
- Володимир Іванович Чопик
- Микола Миколайович Щербак
- Тетяна Борисівна Ардамацька
- Всеволод Петрович Жежерін
- Олександр Порфирович Корнєєв
- Валентин Іванович Крижанівський
- Валерій Іванович Лисенко
- Юрій Васильович Мовчан
- Юрій Павлович Некрутенко

Відповідальний редактор академік АН УРСР К. М. Ситник.
Довідник розрахований на широке коло читачів.